# Vápenný
Vápenný är ett berg i Tjeckien.   Det ligger i regionen Liberec, i den norra delen av landet, 80 km norr om huvudstaden Prag. Toppen på Vápenný är 790 meter över havet, eller 204 meter över den omgivande terrängen. Bredden vid basen är 4,8 km.
Terrängen runt Vápenný är kuperad österut, men västerut är den platt.Runt Vápenný är det ganska glesbefolkat, med 32 invånare per kvadratkilometer. Närmaste större samhälle är Liberec, 11,3 km öster om Vápenný. I omgivningarna runt Vápenný växer i huvudsak blandskog.